# 24 Nöje
24 Nöje var ett TV-program i Sveriges Televisions digitala kanal 24. Programmet var inriktat på att visa nyheter från nöjesvärlden.
Programmet startade den 24 februari 2003 och sändes då tre kvällar i veckan (måndag, onsdag och fredag) klockan 22.03. Programledare var Mikaela Périer och Magnus Johansson. 24 Nöje startades snabbt; från det att man började rekrytera personal till första sändningen tog det bara en månad. Man använde samma format även under den följande hösten.
År 2004 gjordes tablån om och programmet började sända en kvart varje vardag. Pernilla Månsson Colt blev programledare tillsammans med Magnus Johansson. När Melodifestivalen 2004 var igång ägnade 24 Nöje stora delar av programmet åt att rapportera om skvaller och annat kring festivalen. Sista programmet gick vid jul 2005.